# Acun Ilıcalı
Acun Ilıcalı (nacido el 29 de mayo de 1969 en Edirne) es un empresario, productor y una personalidad de la televisión turca. También es fundador y vicepresidente de "Acun Medya", así como propietario del canal de televisión turco TV8. Es el dueño de un equipo de fútbol en Inglaterra, el Hull City y ejerce el cargo presidente del club desde enero de 2022.

## Biografía
Acun Ilıcalı nació el 29 de mayo de 1969, en Edirne, en el seno de una familia originaria de Ilıca, Erzurum. Completó su educación primaria en Edirne. Fue a la escuela secundaria en Estambul en el Kadıköy Maarif College y el Anatolia High School. Se matriculó en la Universidad de Estambul, pero la abandonó y comenzó a trabajar a una edad temprana.
Ilıcalı comenzó sus negocios con su padre Ergün, fundando una pequeña tienda de ropa en Bağdat Caddesi. Las cosas no salieron como él esperaba, y cuando Acun tenía 21 años la tienda quebró. Después de esa primera experiencia decepcionante, comenzó a trabajar como reportero en el canal Show TV. Tras varios años de trabajo allí, Ilıcalı creó su compañía de producción en 2004 y su compañía se convirtió en una de las compañías más exitosas de Turquía. A finales de 2013, amplió sus inversiones adquiriendo el canal de televisión TV8.

## Carrera
Acun Ilıcalı comenzó su carrera en los medios de comunicación como reportero deportivo en los años 90. En 2002 empezó a producir contenido de televisión para los principales canales de Turquía. Su primera producción exitosa fue Acun Firarda, un programa de viajes y de entretenimiento en el que Acun Ilıcalı viajó a más de 100 países y obtuvo una gran popularidad.
En 2004 Acun Ilıcalı abrió su propia empresa de producción llamada Acun Medya, que adaptó durante años los mejores formatos del mundo como “Deal or No Deal”, “Fear Factor”, “Survivor”, “Extreme Makeover: Home Edition”, “Got Talent”, “The Voice”, “The Voice Kids”, “Dancing With The Stars” y “Ninja Warrior”.
Acun Medya amplió su alcance comprando un canal de televisión nacional, TV8 en 2013. En 2016, Acun Medya empezó a desarrollar proyectos en Grecia con “The Voice of Greece” .“Survivor Greece”, “Got Talent Greece” y un fashion reality show transmitido el día “My Style Rocks” son las otras producciones de Acun Medya, que también trajo el canal de transmisión, Skai TV a la posición de liderazgo en las clasificaciones.
Acun Ilıcalı y Acun Medya Global se expandieron al mundo con la producción de un nuevo formato de reality deportiva "Exathlon", que actualmente se transmite en Rumania y México, y que mostró un gran éxito en las clasificaciones.
Ilıcalı comenzó su carrera televisiva como periodista deportivo en los años 90, y fue ascendido debido a su éxito. En 2002 empezó a producir contenido de televisión para los principales canales de Turquía. Su primera producción exitosa fue “Acun Firarda”, un programa de viajes y de entretenimiento en el que Acun Ilıcalı viajó a más de 100 países y obtuvo una gran popularidad. El show fue el primer producto de su compañía Acun Medya. Ilıcalı actuaba como presentador y productor del programa.
La compañía transmitió programas de televisión como O Ses Türkiye (versión turca de The Voice), Yetenek Sizsiniz Türkiye (versión turca de la serie Got Talent), Survivor, Var mısın? Yok musun? (Versión turca de Deal or No Deal) y Yok Böyle Dans (versión turca de Dancing with the Stars).
En noviembre de 2013, Ilıcalı adquirió el canal de televisión TV8. En su nuevo canal, ha lanzado nuevos programas como Utopía y Rising Star Türkiye.
En enero de 2022, compró el club de fútbol inglés Hull City AFC.

## Vida personal
Ilıcalı se ha casado dos veces y tiene cuatro hijos. Perdió a sus padres justo después del nacimiento de su primer hijo, Banu. En 1993 se divorció de su primera esposa, Seda, con quien se había casado en 1988. Se casó con Zeynep Ilıcalı en 2003 y juntos han tenido dos hijas llamadas Leyla y Yasemin. En 2010, Acun admitió haber tenido una aventura con Şeyma Subaşı. Durante el juicio por el divorcio de su segunda esposa debido a esta infidelidad, se reveló que el patrimonio de Acun estaba en torno a 50 millones de liras turcas, lo que equivalía a 25 millones de euros en ese momento. Más tarde se reconcilió con su esposa y el divorcio se detuvo. A finales de 2013, tuvo a su cuarta hija Melisa con su novia Şeyma Subaşı.